# Тёрёш, Ольга
Ольга Тёрёш (венг. Olga Tőrös; 4 августа 1914, Дебрецен, Австро-Венгрия — 16 февраля 2015, Кечкемет, Венгрия) — венгерская гимнастка, бронзовый призёр летних Олимпийских игр в Берлине (1936).

## Биография
В 1928-1934 гг. работала учителем в школе-интернате Дебрецена. Затем начала профессионально заниматься спортивной гимнастикой.
Пройдя национальный отбор на летние Олимпийские игры в Берлине (1936), завоевала на них бронзовую медаль в командных соревнованиях.
После завершения Олимпиады получила степень в области физического воспитания в Университете Земмельвайса. В течение 35 лет работала в качестве преподавателя колледжа в Кечкемете.
В 2011 г. была награждена премией НОК Венгрии за жизненные достижения.